# Sorex monticolus
{{#ifeq:0|0|{{#if:|{{#if:Sorexmonticolus|[[]}}|}}}}
Sorex monticolus (мідиця гірська) — вид роду мідиць (Sorex) родини мідицевих (Soricidae).

## Поширення
Країни поширення: Канада (Альберта, Британська Колумбія, Північно-Західні території, Саскачеван, Юкон), Мексика, США (Аляска, Аризона, Каліфорнія, Колорадо, Айдахо, Монтана, Невада, Нью-Мексико, Юта, Вашингтон, Вайомінг). Найвища висота запису в Мексиці близько 2600 м над рівнем моря в Дуранго. Улюбленим місцем проживання є річкові долини, вкриті низькими вербами та березами.

## Опис
Хутро коричнювате. Разом з хвостом має довжину тіла 95-140 мм. Важить від п'яти до десяти грамів.

## Стиль життя
Комахоїдний.